# Nymphargus vicenteruedai
Espèce
Statut de conservation UICN

 DD  : Données insuffisantes
Nymphargus vicenteruedai est une espèce d'amphibiens de la famille des Centrolenidae.

## Répartition
Cette espèce est endémique du département de Santander en Colombie. Elle se rencontre de 1 650 à 1 700 m d'altitude sur le versant Ouest de la cordillère Orientale.

## Étymologie
Cette espèce est nommée en l'honneur de José Vicente Rueda Almonacid.

## Publication originale
- Velásquez-Álvarez, Rada, Sánchez-Pacheco & Acosta-Galvis, 2007 : A new species of glassfrog (Anura: Centrolenidae) from the western slope of the Cordillera Oriental, Colombia. South American Journal of Herpetology, vol. 2, p. 191-197.